# Boronia serrulata
Boronia serrulata är en vinruteväxtart som beskrevs av James Edward Smith. Boronia serrulata ingår i släktet Boronia och familjen vinruteväxter. Inga underarter finns listade i Catalogue of Life.